# Княжево (Знаменский район)
Кня́жево — село в Знаменском районе Тамбовской области России. Входит в состав Сухотинского сельсовета.

## География
Деревня находится в центральной части региона, в лесостепной зоне, у реки Нару-Тамбов.

### Климат
Климат характеризуется как умеренно континентальный, относительно сухой, с тёплым летом и холодной продолжительной зимой. Среднегодовое количество осадков составляет около 550 мм, из которых большая часть выпадает в тёплый период. Снежный покров устанавливается в середине декабря и держится в течение 138 дней.

## История
Основано князем Иваном Андреевичем Волконским, куда он и переселил своих крепостных. В документах первой ревизской сказки 1719 года в «селе Богородицком, Княжево тож» числилось 123 крепостных (мужчин), которые принадлежали князю. Чуть позже в Богородицкое переселил своих крестьян и другой помещик — Лосев Александр Семенович. В документах второй ревизии 1745 года за Волконским было 146 душ крепостных, а за Лосевым — 162. В то время в Княжевом проживал и однодворец Данил Егорович Попов. Помещик Лосев в чем-то, вероятно, затем провинился и его земля, также как и крепостные, перешли к царскому двору, а крестьяне стали называться дворцовыми.
В результате третьей ревизской сказки 1767 года в селе Княжевом было 70 домов дворцовых крестьян (408 человек) и крепостные крестьяне прокурора Дмитрия Хвощинского (575 человек в 99 домах). Также подпоручик Михаил Волконский имел здесь 54 человека крепостных.
В 1797 году дворцовые крестьяне села (227 человек) были пожалованы Павлом I трем дочерям скончавшегося генерал-майора Николаева.
В ревизии 1811 года крестьяне села Богородицкое принадлежали помещику Андрею Дмитриевичу Хвощинскому. Всего было 258 душ мужского пола крестьян и дворовых людей.
В ревизской сказке 1834 года упоминаются крестьяне, проживавшие в Княжево и принадлежавшие помещикам Никифору Ковальскому и братьям Дмитрию и Владимиру Хвощинским.
В 1954 году прежняя белокаменная церковь была разрушена, в связи с Антирелигиозной пропагандой в СССР. На этом месте позже был установлен крест. Сейчас на этом месте стоит уже деревянный храм.
В 1975 году к селу Княжево были присоединёны близлежащий посёлок Княжевский и деревня Нару-Тамбов.

## Название села
Отталкиваясь от имён есть основания полагать, что село Княжево упоминается в окладных книгах 1702 года под названием Нару-Тамбов, где сказано «Церковь Казанской богородицы в новоселебном селе Нару-Тамбов. У тое церкви двор попа Сафрония… Да в приходе к той церкви в том селе и за речкой Нарутамбовом, в приходских деревнях, девять дворов помещиковых возле дворов крестьянских, 16 дворов иноземцев черкасов (украинцев), двор вдовий, двор мельников».

## Население
| 2010 |
| ---- |
| 450  |

## Инфраструктура
Личное подсобное хозяйство. Княжевский филиал с дошкольным отделением МБОУ Знаменская средняя общеобразовательная школа. Детский сад. Княжевский дом культуры.
Церковь Казанской иконы Божией Матери

## Транспорт
Доступен автомобильным транспортом. 